# Odell (Illinois)
Odell – wieś w Stanach Zjednoczonych, w stanie Illinois, w hrabstwie Livingston.